# FC Niutao
FC Niutao is een Tuvaluaanse voetbalclub uit Niutao.
Niutao speelt zijn thuiswedstrijden net zoals elke club in Tuvalu op het Tuvalu Sports Ground, een klein stadion dat plaats biedt aan zo'n 1.500 toeschouwers.

## Geschiedenis
Niutao heeft de eerste drie jaren toen de Tuvalu A-Division bestond de competitie gewonnen, in 2001, 2002 en in 2003.

## Erelijst

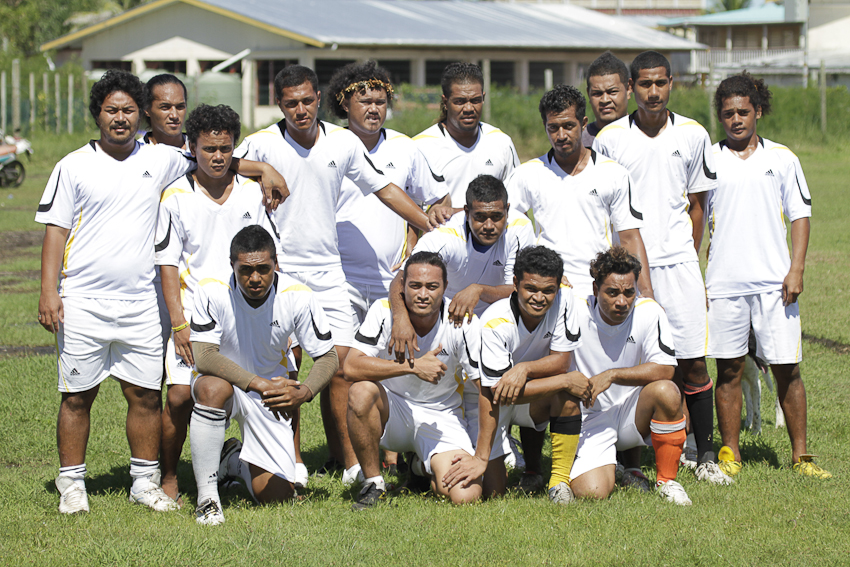
Niutao A

Nationaal
- Tuvalu A-Division
  - Winnaar (3): 2001, 2002, 2003

- Independence Cup
  - Runner up (2): 1999, 2000

## Selectie Niutao A 2012
| Nr. |                 | Positie | Speler            |
| --- | --------------- | ------- | ----------------- |
| 1   | Vlag van Tuvalu | DM      | Samasoni          |
| 2   | Vlag van Tuvalu | V       | Taukalo Lausaveve |
| 5   | Vlag van Tuvalu | V       | Sallu Tilaima     |
| 7   | Vlag van Tuvalu | M       | Faesea Tuilevoni  |
| 8   | Vlag van Tuvalu | M       | Mose Kapua        |
| 9   | Vlag van Tuvalu | A       | Tui Faoga         |
| 10  | Vlag van Tuvalu | A       | Matolu Togaivasa  |
| 15  | Vlag van Tuvalu | M       | Limatusi Lito     |

| Nr. |                 | Positie | Speler           |
| --- | --------------- | ------- | ---------------- |
| 16  | Vlag van Tuvalu | A       | Ala Avia         |
| 17  | Vlag van Tuvalu | V       | Tofikai Eti      |
| 18  | Vlag van Tuvalu | V       | Atina            |
| 7r  | Vlag van Tuvalu | M       | Fetelika Pusi    |
| 8r  | Vlag van Tuvalu | M       | Suitai Mono      |
| 15r | Vlag van Tuvalu | M       | Nia Nakala       |
| 18r | Vlag van Tuvalu | V       | Lakalaka Lotolua |

## Bekende (oud-)spelers
- Easter Tekafa
- Titaga Bali